# گمینا لسکو
گمینا لسکو (به لهستانی:  Gmina Lesko) یک گمینا در لهستان است که در شهرستان لسکو واقع شده‌است. گمینا لسکو ۱۱۱٫۵۸ کیلومتر مربع مساحت و ۱۱٬۶۰۳ نفر جمعیت دارد.